# (400322) 2007 TH385
(400322) 2007 TH385 es un asteroide perteneciente al cinturón de asteroides, descubierto el 15 de octubre de 2007 por el equipo del Lowell Observatory Near-Earth-Object Search desde la Estación Anderson Mesa (condado de Coconino, cerca de Flagstaff, Arizona, Estados Unidos).

## Designación y nombre
Designado provisionalmente como 2007 TH385.

## Características orbitales
2007 TH385 está situado a una distancia media del Sol de 2,332 ua, pudiendo alejarse hasta 2,745 ua y acercarse hasta 1,919 ua. Su excentricidad es 0,177 y la inclinación orbital 5,250 grados. Emplea 1301,09 días en completar una órbita alrededor del Sol.

## Características físicas
La magnitud absoluta de 2007 TH385 es 17,3.